# William Lindley
Pour les articles homonymes, voir Lindley.
William Lindley (7 septembre 1808, Londres - 22 mai 1900, Blackheath, Londres), est un ingénieur civil anglais, qui, avec son fils, a conçu la distribution d'eau et l'assainissement pour plus de trente villes à travers l'Europe.

## Carrière
En tant que jeune ingénieur, il a travaillé en collaboration avec Marc Isambart Brunel et Francis Giles (en). En 1834, il va en Allemagne comme assistant de  Giles pour auditer  la voie de chemin de fer de Lübeck à Hambourg. Quelques années plus tard, en 1838, il est chargé de construire le Hamburg-Bergedorfer Eisenbahn (de), la première ligne de chemin de fer construite dans le nord de l'Allemagne.
L'ouverture officielle a dû être annulée en raison du grand incendie de mai 1842 qui a laissé un tiers de la ville en ruines.
Lindley devient membre de la Commission technique pour la reconstruction du centre-ville (avec Alexis de Chateauneuf, Gottfried Semper, etc.), et conçoit le premier plan fondamental, pour le "Wiederaufbau". Pour l'ingénieur, qui avait déjà été chargé de concevoir un nouveau système d'égout pour Hambourg, la destruction a été l'occasion de moderniser la ville.
Ses créations, influencées par le réformateur social anglais et inspecteur de la santé publique Edwin Chadwick, comprennent les premiers égouts souterrains en Europe continentale.
En trois ans, 11 kilomètres d'égouts sont construits à Hambourg, et Lindley commence à travailler sur une usine pour fournir la ville en eau potable. Dans les années suivantes, il participe à la conception et la construction des systèmes d'eau dans un certain nombre d'autres villes allemandes comme Altona, Stralsund et Leipzig.
À Hambourg, Lindley développe un intérêt croissant pour la planification urbaine. En 1840, il est chargé de drainer le marais Hammerbrook, à l'est du centre-ville de Hambourg. Le système de drainage, qui a été mis en œuvre par la construction d'un réseau de canaux par des verrous de l'Elbe (1842-47), pose les bases de la première banlieue moderne de Hambourg, d'abord comme zone industrielle. En 1855, il a également conçu un début de plan directeur pour le développement des zones à l'ouest du centre ville. Mais, bien que le design du port de Hambourg (1845, avec James Walker et Heinrich Hübbe) a été utilisé[pas clair], son plan n'a pas été appliqué.
En raison de la réorganisation des constructions des autorités de Hambourg, il a donné sa démission de consultant de la Baudeputation en 1860, et a déménagé avec sa famille à Londres, avec ses trois jeunes fils - Heerlein William Lindley (né en 1853), Robert Lindley Searles (né en 1854) et Joseph Lindley (né en 1859). En 1863, il commence à travailler sur le système d'égouts de Francfort-sur-le-Main, dont les avantages sont apparus entre 1868 et 1883, le taux de mortalité de la fièvre typhoïde étant passé de 80 à 10 pour 100 000 habitants.
Les études de Lindley étaient sollicitées à travers l'Europe, et en collaboration avec ses fils, il a construit des systèmes pour des villes en Allemagne (y compris Düsseldorf) et ailleurs, y compris Saint-Pétersbourg, Budapest, Prague et Moscou. En 1876, même la ville de Sydney en Australie, lui demande de concevoir un réseau d'égouts pour eux, mais il a décliné venant d'être demandé par Varsovie.
Entre 1876 et 1878, il conçoit le système pour le réseau de distribution d'eau de Varsovie, qui a été construit entre 1881 et 1889, sous la direction de son fils, William Lindley Heerlein. À ce jour, une rue de Varsovie, portant son nom, fait le tour du centre historique de distribution d'eau.
Il est à noter que le système que William Lindley a conçu pour Varsovie est toujours opérationnel, et le dernier collecteur d'égout de sa réalisation n'a toujours pas été remplacé en 2001.

## Hommages
- Le Mémorial Lindley (Lindley-Denkmal) est situé à Hambourg, près de la station de métro Baumwall à l'entrée du réseau des égouts
- Une exposition pour célébrer son 200e anniversaire au Museum de Hambourg : Design de la ville moderne. William Lindley à Hambourg et en Europe (1808-1900), débutant le 22 février 2009
- La petite Lindleystraße dans le quartier Rothenburgsort de Hambourg

## Crédit d'auteurs
- (en) Cet article est partiellement ou en totalité issu de l’article de Wikipédia en anglais intitulé « William Lindley » (voir la liste des auteurs).